# Ten New Songs
Ten New Songs è il decimo album di studio di Leonard Cohen, pubblicato nel 2001, il primo dal 1992 e dal susseguente ritiro di Cohen presso un monastero zen per cinque anni, dal 1994 al 1999.

## Il disco
L'album è prodotto da Sharon Robinson, ex corista e collaboratrice di Cohen, che è anche coautrice di tutti i pezzi. Si tratta anche del primo album registrato e prodotto in forma digitale da Cohen, sebbene non in uno studio professionale, ma negli studi casalinghi di Cohen e Robinson a Los Angeles. Nicolas Vanier regista del film Il Grande Nord ha usato nella colonna sonora By The Rivers Dark inclusa in questo album perché trova in questa canzone un forte significato personale.

## Tracce
Testi e musiche di Leonard Cohen.
1. In My Secret Life – 4:53
2. A Thousand Kisses Deep – 6:26
3. That Don't Make It Junk – 4:26
4. Here It Is – 4:16
5. Love Itself – 5:23
6. By the Rivers Dark – 5:18
7. Alexandra Leaving – 5:22
8. You Have Loved Enough – 5:39
9. Boogie Street – 6:03
10. The Land of Plenty – 4:36